# Hudö
Hudö är en ö i Finland. Den ligger i Finska viken och i kommunen Lovisa i den ekonomiska regionen  Lovisa i landskapet Nyland, i den södra delen av landet. Ön ligger omkring 76 kilometer öster om Helsingfors.
Öns area är 1,66 kvadratkilometer och dess största längd är 3,4 kilometer i sydöst-nordvästlig riktning. Ön höjer sig omkring 30 meter över havsytan.
Öns sydspets utgörs av Järnholmen.
Klimatet i området är tempererat. Årsmedeltemperaturen i trakten är 6 °C. Den varmaste månaden är augusti, då medeltemperaturen är 17 °C, och den kallaste är mars, med 0 °C.